# Сороки (Ивано-Франковская область)
Сороки (укр. Сороки) — село в Городенковской городской общине Коломыйского района Ивано-Франковской области Украины.
Население по переписи 2001 года составляло 1027 человек. Занимает площадь 13,248 км². Почтовый индекс — 78154. Телефонный код — 03430.